# Xfce
Xfce（エックス エフ シー イー）は、X Window System上で動作するデスクトップ環境の一つ。
豪華な見た目と簡単な使用感を保ちながら、軽量・高速なデスクトップ環境を目指している。ライセンスは各コンポーネントにより、GPL、LGPLまたはBSDライセンスである。

## 歴史
1997年、Olivier Fourdanをリーダーに、X Window Systemで利用できる軽量なデスクトップ環境の構築を目標として、プロジェクトが開始された。
もともとはXFormsツールキットベースで、XForms Common Environmentの頭文字であった。改訂によりXFormsツールキットを使用しなくなったものの名前はそのままとした。以上のような経緯から(現在は)XFceではなくXfceのように "F" を小文字とする。
Xfceのルック＆フィールは、メインパネルやメニュー、アプレット、ランチャーなど、商用UNIXシステムの多くが採用している CDE (Common Desktop Environment) と多くの点でよく似ている（CDEライク（CDE like）である）。

### 初期のバージョン

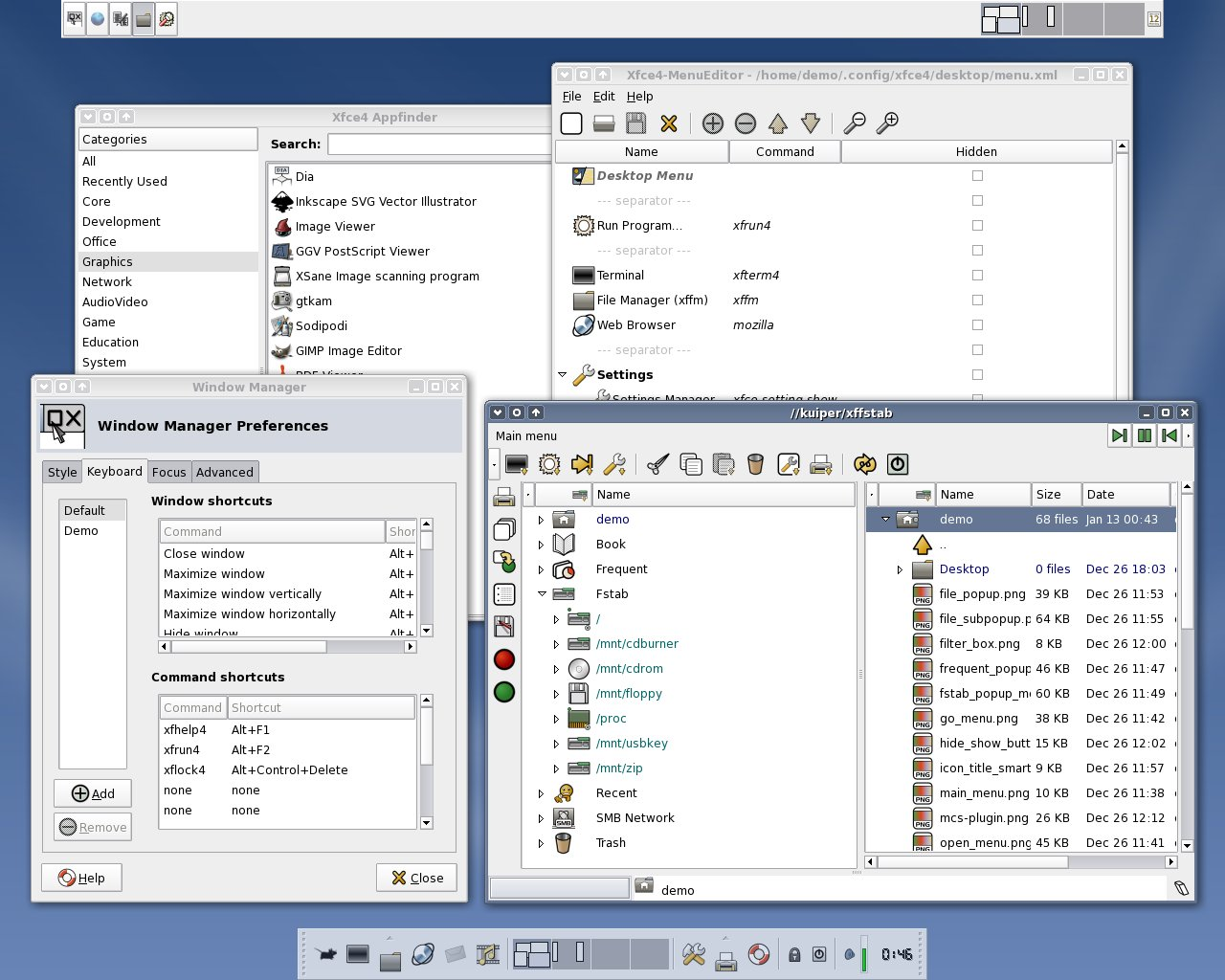
Xfce 3

Xfceは、XFormsを用いたシンプルなプロジェクトとして始まった。Olivier FourdanはSunSITEを用いたシンプルなタスクバーからなるプログラムを公開した。
Fourdanは開発を続け、Xfceはオリジナルなウィンドウマネージャ、Xfwmを持つ最初のバージョンであるXfce 2をリリースした。Fourdanは、Red Hat Linuxに含まれるようリクエストしたが、XFormsを基礎としているという理由でこれは却下された。Red HatはGNU GPLやBSD互換のライセンスでリリースされるオープンソースのソフトウェアのみを受け入れていたのだが、このとき、XFormsはクローズドソースで、個人利用目的のみでフリーであったからである。同様の理由で、バージョン3までDebianは、Xfceを含まず、Xfce 2はDebianのcontribレポジトリのみで配布された。
1999年3月、Foudranは、完全にノンプロプライエタリなツールキット、GTKをもとに完全にプロジェクトを書き直すことを始めた。この結果がXfce 3.0で、GPLでライセンスされた。

### 近年のXfce

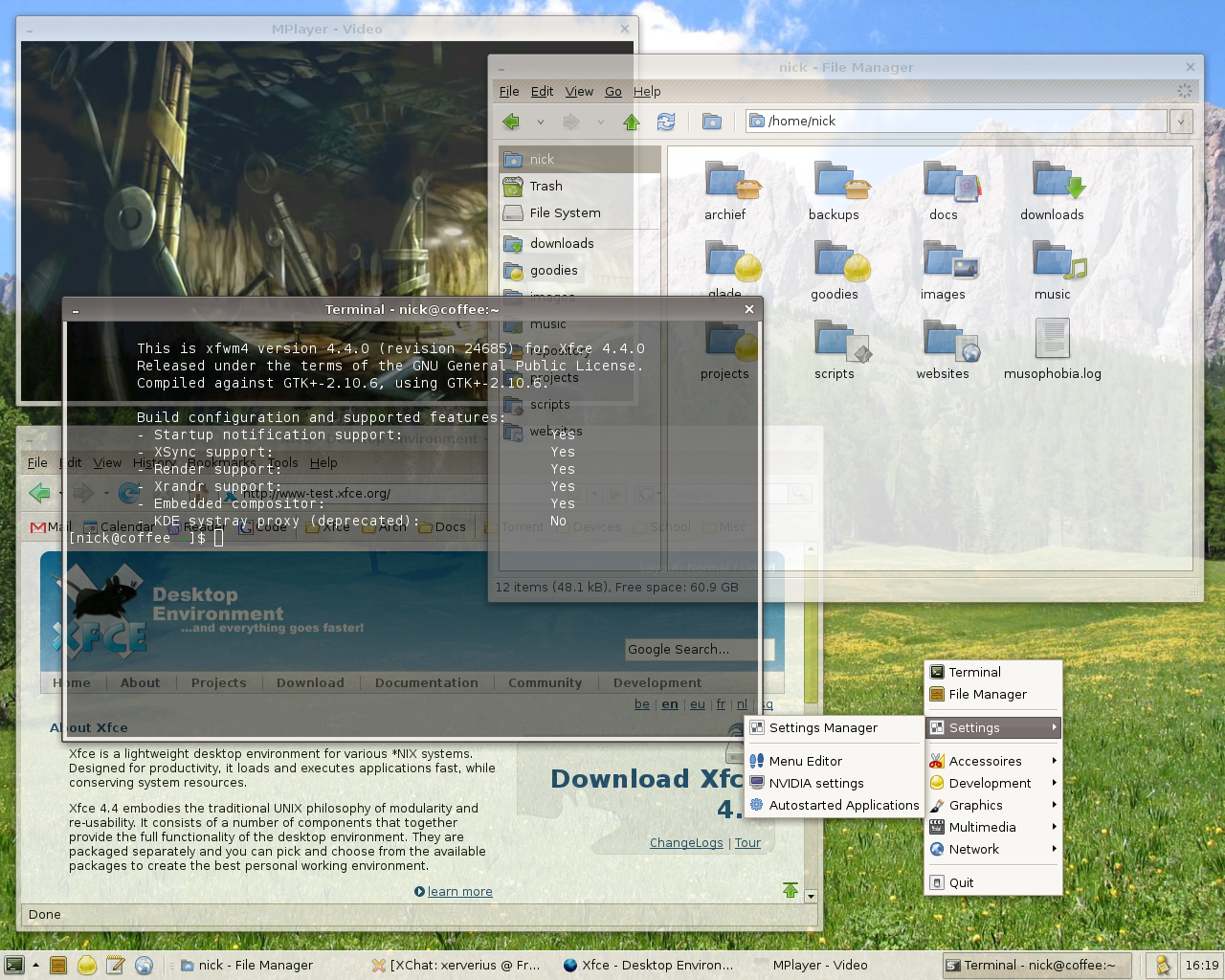
Xfce 4.4デスクトップ

2003年9月25日にリリースされたXfce 4.0.0では、使われるツールキットがGTK2にアップグレードされた。4.2.0ではXfwmにコンポジティングマネージャが導入され、透過や影の描画、新しいデフォルトのSVGアイコンの導入などが行われた。2007年1月にはXfce 4.4.0がリリースされ、Xffmに変わって、新たにファイルマネージャとしてThunarが含まれた。Xfce 4.6.0は2009年2月にリリースされ、新しい設定のバックエンド、新しい設定マネージャ、新しいサウンドミキサーが導入された。また、いくつかの重要な改善が設定マネージャと残りのXfceのcoreコンポーネントに対して行われた。
2011年1月には、Xfce 4.8.0がリリースされた。このバージョンはThunarVFSやHALをGIO、udev、ConsoleKitやPolicyKitで置き換え、SFTP、SMB、FTPなどのプロトコルを用いてネットワーク共有をブラウジングすることができる新たなユーティリティが含まれた。

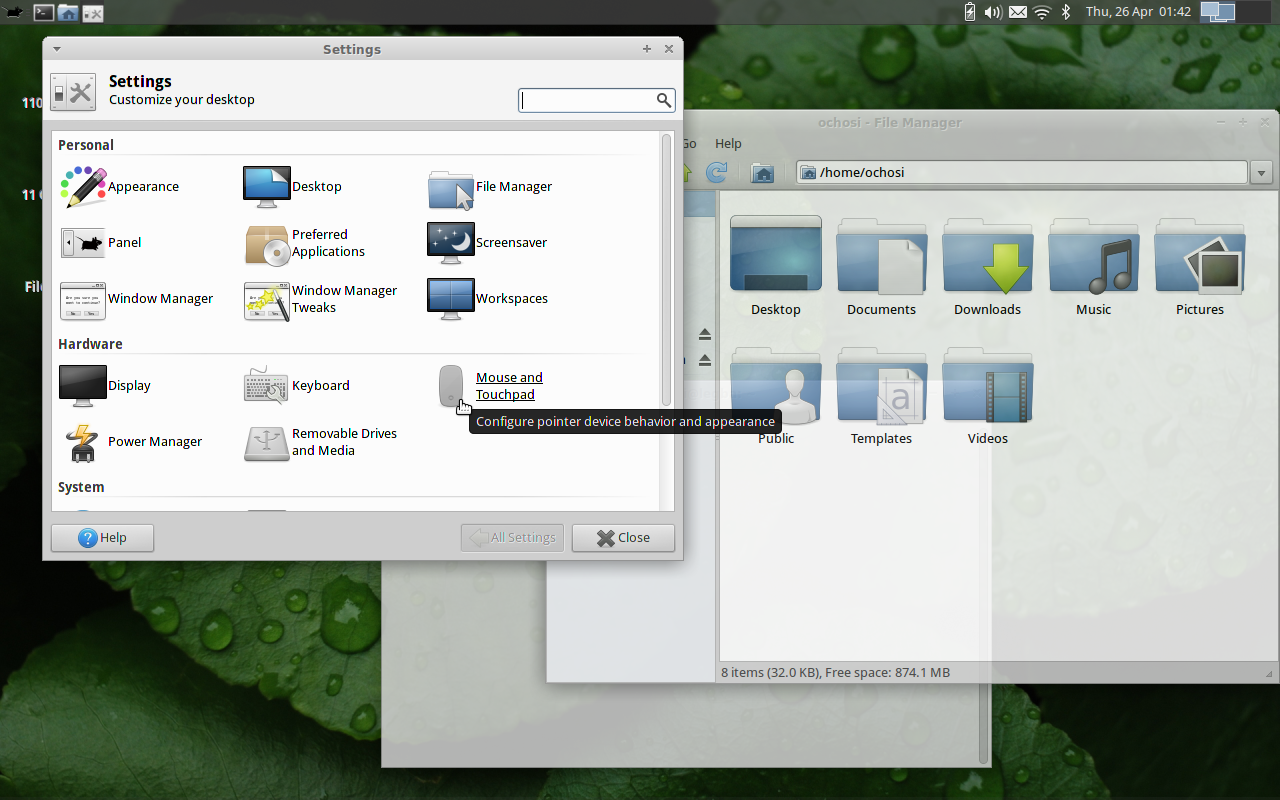
Xfce 4.10

Xfce4.10は、2012年4月28日にリリースされた。このリリースの焦点は、ユーザーエクスペリエンスを向上させることであった。続いて、Xfce 4.12は2015年2月28日にリリースされた。4.12のターゲットは、4.10リリース以後に新しく導入された技術を用いて、ユーザーエクスペリエンスを向上させることである。また、Xfce 4.12は、GTK3へのアプリケーションとサポートするプラグイン、ブックマークのポートの移行を始めた。
Xfce 4.14は公式に2019年8月12日にリリースされた。このリリースのゴールは、dbus-glibへの依存をGDBusに置き換え、廃止されたいくつかのウィジェットを置き換えるなど、依然として残るcoreコンポーネントをGTK2からGTK3へポートすることであった。

## 現状
GUIツールキットとしてGTKを採用。ドラッグアンドドロップやアンチエイリアス、テーマエンジンなどをサポートしている。また、バージョン4からは独自のアプリケーション開発フレームワークを提供している。Xfce 4 においては、freedesktop.org に準拠することが開発の標準となった。
GNOMEやKDEといった他のデスクトップ環境より軽快であるため、それらの動作速度に不満を持つユーザから人気がある。標準で採用されていることは多くないが、たとえば、Ubuntuの派生であるXubuntuでは、標準のデスクトップ環境として利用できる。軽量であるため、Live CDでの採用は比較的多い。40以上の言語の翻訳版が利用可能である。
なお、Xfce デスクトップで利用するアプリケーションの機能強化を図る目的で、Xfce Goodies プロジェクトという開発コミュニティが存在している。ここで開発されたプラグインは Xfce の公式なプロジェクトには含まれないが、すでに多数のプラグインの提供を行っている。

## Xfceのコンポーネントとアプリケーション

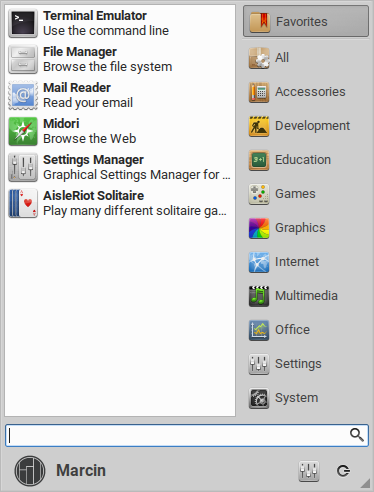
Whisker Menu - Xfceのためのもうひとつのアプリケーションランチャー

Xfceチームによって開発されているアプリケーションはGTKとチーム自らが開発するXfceライブラリをベースにしている。Xfce以外にも、Xfceライブラリを使うサードパーティー製のプログラムが存在している。

### 開発のフレームワーク
Xfceは、次に示されるようなコンポーネントを含む開発のフレームワークを提供している。
- exo : Xfceデスクトップ環境のためのアプリケーションライブラリ
- garcon : Freedesktop.orgに互換性のあるメニューライブラリ
- libxfce4ui : Xfceデスクトップ環境のためのウィジェットのライブラリ
- libxfce4util : Xfceのための拡張ライブラリ

また、フレームワークによって、root権限でアプリケーションが動作している際には、ウィンドウの上部を横切る形で、ユーザーがシステムファイルにダメージを与える可能性があることを示す警告が表示される。

### Xfce Panel
Xfce Panelは、高度にカスタマイズ可能なタスクバーで、多くのプラグインを利用することができる。
パネルやプラグインに関する様々な項目は、グラフィカルなダイアログで容易に設定することができるが、Xfconfの設定などからも設定可能である。

### Xfce Terminal

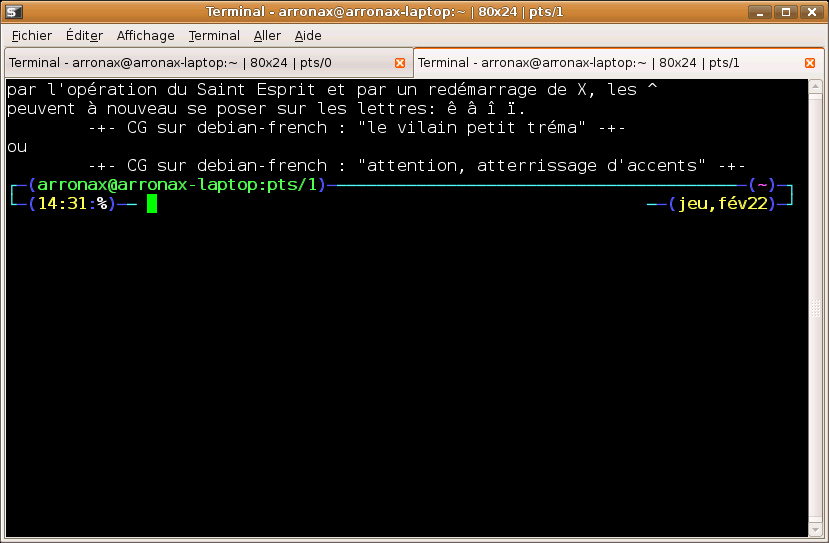
2007年2月に撮影されたXfce Terminal

Xfceプロジェクトによって提供されている端末エミュレータであるが、他のデスクトップ環境でも使うことができる。このターミナルは、タブ、カスタマイズ可能なキーバインディング、色、ウィンドウサイズの設定などを備えている。本アプリは、GNOMEのライブラリに依存しているGNOME端末を置き換えるために設計された。ただし、本アプリもGNOME端末のように、VTEライブラリを用いている。Xfce Terminalは、各タブでそれぞれ背景を変えることができ、Guakeのようにドロップダウンターミナルとしても使うことができる。

### Xfwm
Xfwmはカスタムテーマをサポートするウィンドウマネージャであり、バージョン4.2からはコンポジティングが可能となっている。

### Catfish
in-name、in-textマッチング検索が可能なファイル検索ツールで、ファイルタイプや最終変更日時からもファイルを検索することができる。また、Catfishはmlocateデータベースを用いてインデックス化を行うこともできる。

### Thunar
Thunarは、Xfceのデフォルトのファイルマージャで（過去はXffm）、GNOMEのNautilusに似ている。Thunarは、メモリーのフットプリントが小さく、プラグインによって高度にカスタマイズ可能である。Xfceはまた、軽量なアーカイブマネージャであるXarchiverを持つが、このアプリはXfce 4.40からXfce coreの一部ではない。

### Orage
バージョン4.4から、Xfcalendarは、Orage（フランス語で雷雨の意味）に名前が変更され、いくつかの機能が加えられた。Orageはアラーム機能を持ち、iCalendarフォーマットを使う。これにより、いくつかの他のカレンダーアプリケーションとの互換性を持つ。Orageはまた、パネル用の時計プラグインと、同時に異なったタイムゾーンの時刻を表示することができるインターナショナル時計アプリを含む。

### Mousepad
Mousepadは、Xubuntuを含むいくつかのLinuxディストリビューションでデフォルトのテキストエディタである。Mousepadは、簡単に使え、高速なテキストエディタを目指している。Mousepadは、もともとLeafpadのフォークとして作られ、Erik HarrisonとNick Schermerによって開発されたが、以後、フルスクラッチで書き直されている。

### Parole

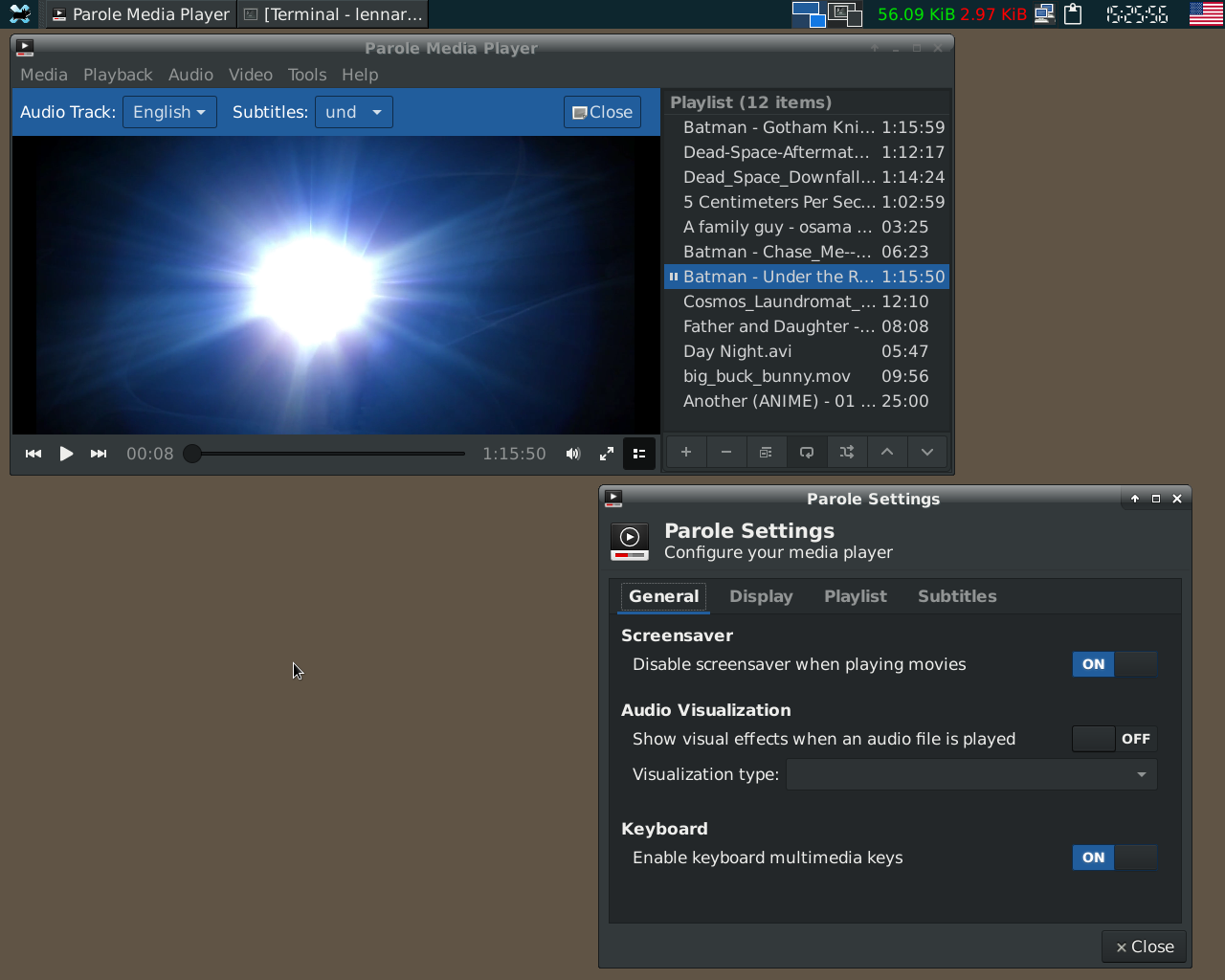
Xfce 4.12 / Debian 9環境で動作するParole 0.8.1

ParokeはGStreamerフレームワークのフロントエンドである。Paroleは、Xfce Goodiesの一部としてAli Abdallahによって開発された。当初はプレイリストに基くものであったが、現在はプレイリストをファイル再生時に置き換えるオプションを持っている
。

### Xfburn
CD/DVDのバーニングプログラム。Xfce 4.12のリリースからは、Blu-ray Discも書き込むことできるようになっている。

### Xfce Screensaver
Xfce 4.14からXfceに含まれるようになった、スクリーンセーバーと画面ロック用のプログラムである。Xscreensaverと互換性のあるテーマを使っている。本アプリはMATE Screensaverからのフォークだが、Xfceのライブラリのみに依存している。

## Xfce Goodies
Xfce-Goodies プロジェクト（外部リンク参照）から入手できる代表的なプラグインには、次のようなものがある。

### アプリケーション
- ウェブブラウザ (Midori)
- 画像ビューア (Ristretto)
- CD/DVD作成ツール (Xfburn)
- メディアプレーヤ (Parole)
- 電源管理 (xfce4-power-manager)
- スクリーンショット取得ツール (xfce4-Screenshooter)
- タスクマネージャ (xfce4-taskmanager)
- MPDクライアント (Xfmpc)

### パネルプラグイン
- バッテリーモニター (xfce4-battery-plugin)
- クリップボード管理 (xfce4-clipman-plugin)
- ディスク稼働率モニター (xfce4-diskperf-plugin)
- ファイルシステムモニター (xfce4-fsguard-plugin)
- メールウォッチャー (xfce4-mailwatch-plugin)
- ネットワーク負荷モニター (xfce4-netload-plugin)
- 付箋紙 (xfce4-notes-plugin)
- クイックランチャー (xfce4-quicklauncher-plugin)
- ハードウェアセンサーモニター (xfce4-sensors-plugin)
- スマートブックマーク (xfce4-smartbookmark-plugin)
- システム負荷モニター (xfce4-systemload-plugin)
- 天気予報通知 (xfce4-weather-plugin)
- 無線LAN監視 (xfce4-wavelan-plugin)

これら以外にも、多数のプラグインが存在する。